# بان ياران تيمور (مقاطعة دالاهو)
بان ياران تيمور (بالفارسية: بان یاران تیمور) هي قرية تقع في كرمانشاه في إيران. يقدر عدد سكانها بـ 78 نسمة بحسب إحصاء 2016.